# Концерт для фортепиано с оркестром № 22 (Моцарт)
Концерт для фортепиано с оркестром № 22 ми-бемоль мажор (K. 482) был написан Вольфгангом Амадеем Моцартом, как указано в составленном им каталоге, в декабре 1785 года в Вене. Это первый фортепианный концерт Моцарта, в партитуру которого включены кларнеты.

## Исполнительский состав
Концерт написан для фортепиано и оркестра, состоящего из флейты, 2 кларнетов, двух фаготов, двух валторн, двух труб, литавр и струнных.

## Структура
Концерт состоит из трёх частей:
1. Allegro, 4/4
2. Andante, 3/8 (вариации в до миноре)
3. Allegro, 6/8

Произведение длится примерно 35 минут.